# Banda de Pífanos de Caruaru
A Banda de Pífanos de Caruaru ou Banda de Pífanos Zabumba de Caruaru é um conjunto de música instrumental regional do Nordeste brasileiro composta por pífanos e percussão.

## Histórico
Embora tenha se estabelecido em Pernambuco, a Banda de Pífanos de Caruaru foi formada em 1924 no sertão de Alagoas, por Manuel Clarindo Biano e Benedito Clarindo Biano. É um dos grupos mais antigos em atividade, e um dos grupos instrumentais mais tradicionais do Brasil. Os integrantes mais novos são todos filhos e sobrinhos dos primeiros fundadores. Os primeiros discos foram gravados em 1971, quando a banda foi para o Rio de Janeiro e fez shows.

## Estilo musical
A sonoridade única da banda, composta por pífanos e percussão, foi descoberta por alguns astros da MPB, como Gilberto Gil, que gravou "Pipoca Moderna" em seu disco Expresso 2222, de 1972. Em 1999 a gravadora Trama lançou um CD da Banda de Pífanos, "Tudo Isso É São João", com repertório basicamente junino, o que nunca foi a característica principal do grupo.
Em 2004, o grupo recebeu o prêmio de Melhor Álbum de Música Regional ou de Raízes Brasileiras na 5ª edição do Grammy Latino.

## Discografia
- 1972: Banda de Pífanos de Caruaru (CBS)
- 1973: Música popular do Nordeste (Discos Marcus Pereira)
- 1973: Banda de Pífanos de Caruaru (CBS)
- 1976: Banda de Pífanos de Caruaru (Continental)
- 1980: A bandinha vai tocar (Discos Marcus Pereira)
- 1999: Isso Tudo é São João (Trama)
- 2003: No século XXI, no pátio do Forró (Trama)

## Prêmios e indicações

### Grammy Latino
| Ano  | Categoria                                                | Indicação                        | Resultado |
| ---- | -------------------------------------------------------- | -------------------------------- | --------- |
| 2004 | Melhor Álbum de Música Regional ou de Raizes Brasileiras | No Século XXI, no Pátio do Forró | Venceu    |